# Vernești (okręg Buzău)
Vernești – wieś w Rumunii, w okręgu Buzău, w gminie Vernești. W 2011 roku liczyła 2112 mieszkańców.